# Política de Portugal
Portugal é uma república constitucional democrática representativa semipresidencialista multipartidária unitária. Em Portugal existem quatro órgãos de soberania: o Presidente da República, a Assembleia da República (parlamento unicameral), o Governo e os Tribunais. Desde 25 de abril de 1974, vigora a chamada Terceira República Portuguesa.

## Órgãos de soberania

### Presidente da República

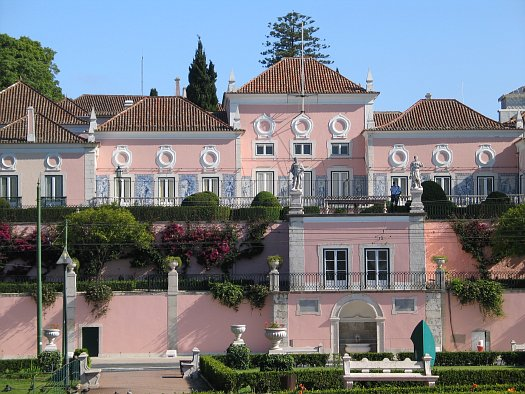
Palácio de Belém, residência oficial do Presidente da República.

O Presidente da República é o chefe de Estado e é eleito por sufrágio universal para um mandato de cinco anos. Este exerce uma função de fiscalização sobre a atividade do Governo, sendo quem nomeia o Primeiro-Ministro e os membros do Governo, tendo, da mesma forma, o poder de demitir o Governo e exonerar o Primeiro-Ministro e outros membros do Governo. Tem igualmente o poder de dissolver a Assembleia da República. Tem também o poder de promulgar ou vetar leis aprovadas na Assembleia da República ou decretos-lei aprovados pelo Conselho de Ministros, e de pedir a apreciação da sua constitucionalidade.

### Assembleia da República

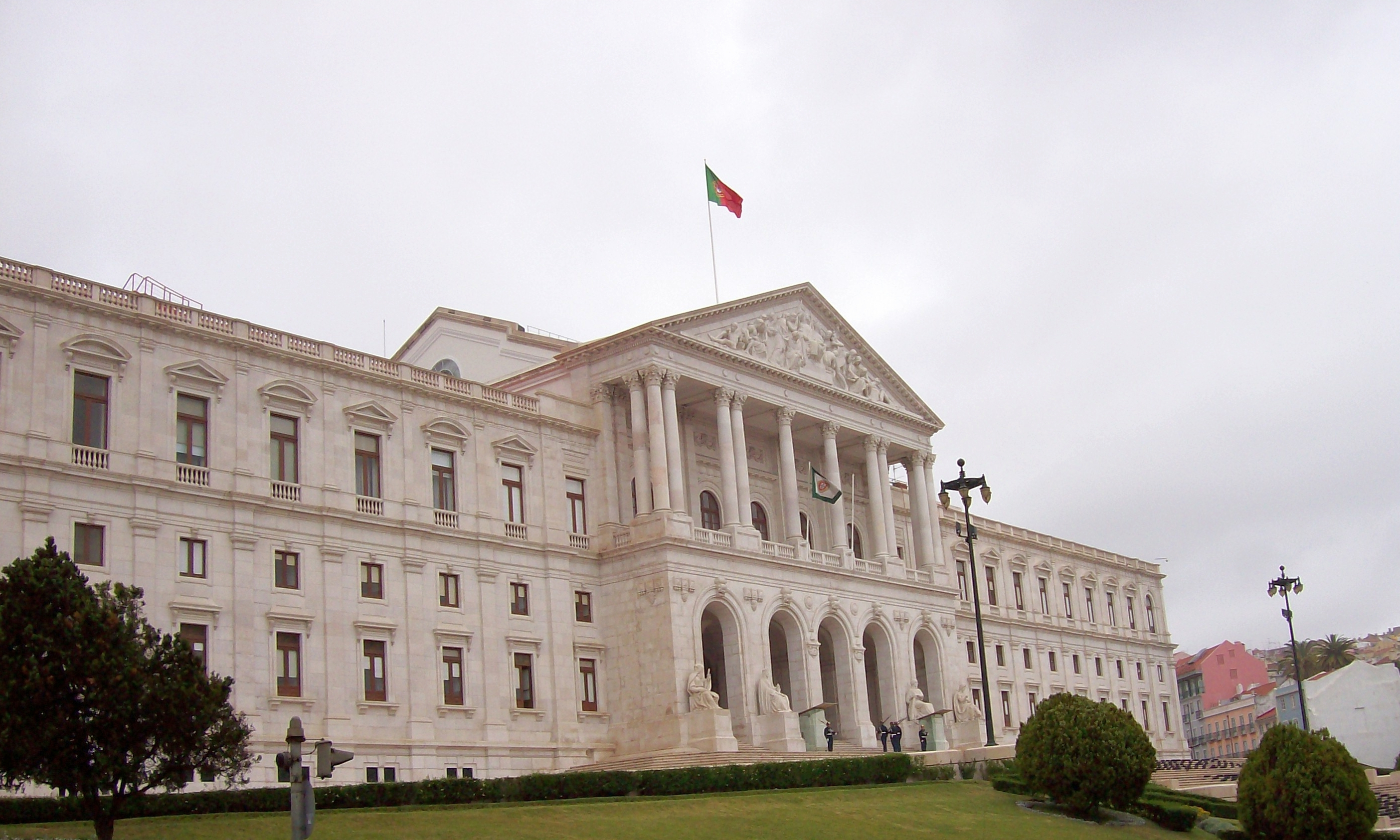
Palácio de São Bento em Lisboa, sede da Assembleia da República.

A Assembleia da República funciona em Lisboa, no Palácio de São Bento, sendo eleita para um mandato de quatro anos e contando neste momento com 230 deputados, eleitos em 22 círculos plurinominais em listas partidárias. Os círculos correspondem aos 18 distritos de Portugal Continental, dois círculos das regiões autónomas (Açores e Madeira) e dois círculos para os portugueses emigrados na Europa e fora da Europa. Compete à Assembleia da República suportar o governo, tendo de aprovar o seu programa (ou pelo menos não o rejeitar) e o Orçamento do Estado, podendo derrubá-lo por meio de uma moção de censura ou pela rejeição de uma moção de confiança. A Assembleia é também o maior órgão legislador, onde são discutidos os projetos-lei.

### Governo

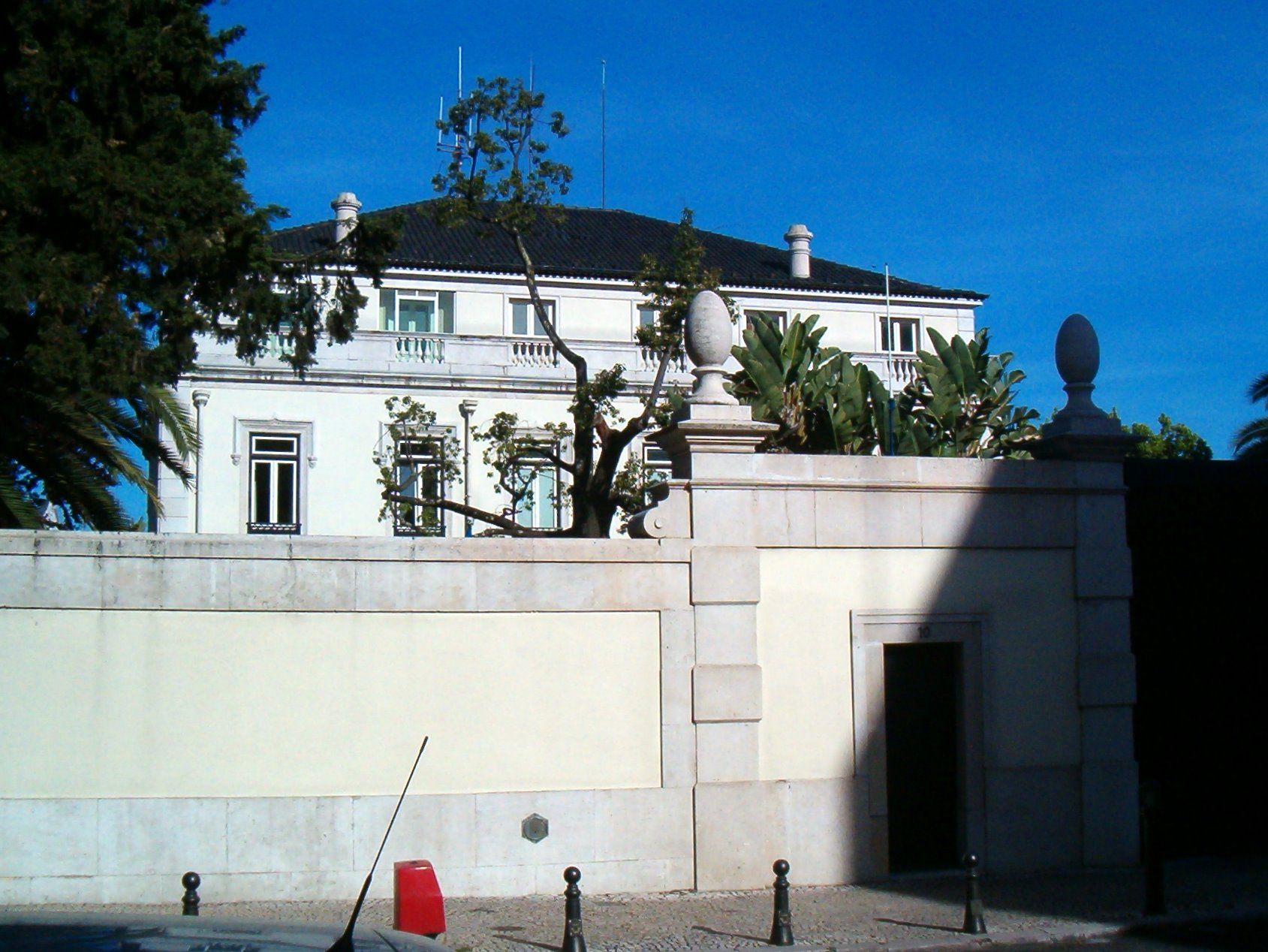
Palacete de São Bento, residência oficial do Primeiro-Ministro.

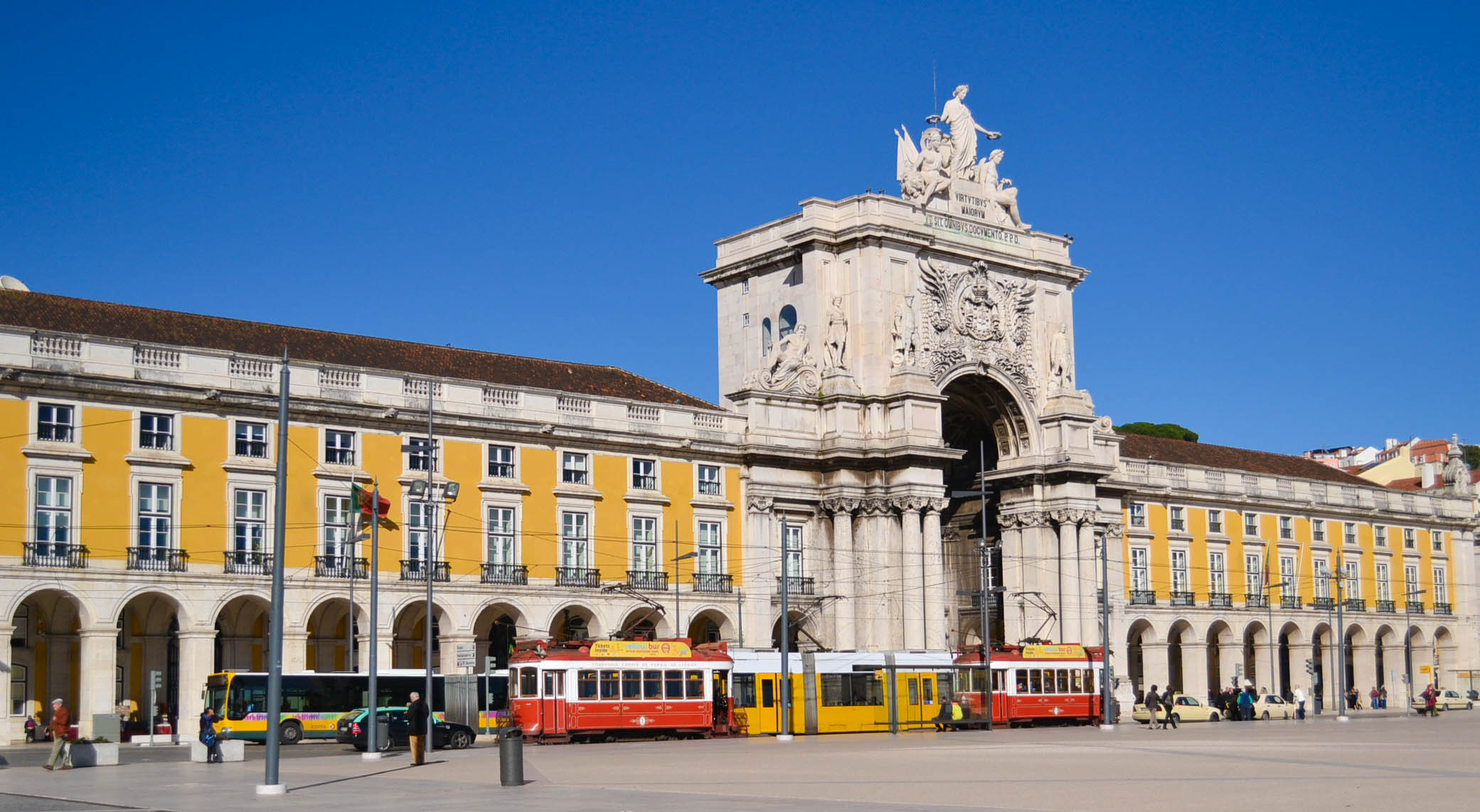
Terreiro do Paço, sede de vários ministérios e do Supremo Tribunal de Justiça, em Lisboa.

O Governo é chefiado pelo Primeiro-Ministro, que é geralmente o líder do partido mais votado em cada eleição legislativa e é convidado nessa forma pelo Presidente da República para formar Governo. O Primeiro-Ministro é quem escolhe os ministros, e em conjunto com estes os secretários de Estado. As competências do Governo estão divididas não só pelo Primeiro-Ministro mas também pelos diversos ministros. O Governo pode também apresentar propostas de lei à discussão da Assembleia da República como pode legislar autonomamente, aprovando decretos-lei no Conselho de Ministros.

### Tribunais
Os Tribunais administram a justiça em nome do povo, defendendo os direitos e interesses dos cidadãos, impedindo a violação da legalidade democrática e diminuindo os conflitos de interesses que ocorram entre diversas entidades.
Segundo a Constituição existem as seguintes categorias de tribunais:
a) Tribunal Constitucional;
b) Supremo Tribunal de Justiça e os tribunais judiciais de primeira instância (tribunais de comarca) e de segunda instância (tribunais da relação);
c) O Supremo Tribunal Administrativo e os tribunais administrativos e fiscais de primeira e segunda instância (tribunais centrais administrativos);
d) Tribunal de Contas.
O Tribunal Constitucional tem a competência de interpretar a Constituição e fiscalizar a conformidade das leis com aquela. Pode fazê-lo preventivamente, por requerimento do Presidente da República, dos representantes da República, do Primeiro-Ministro ou de um quinto dos deputados à Assembleia da República em efetividade de funções, ou posteriormente no âmbito de um processo judicial, ou a requerimento dos mesmos órgãos descritos acima e, também, do Presidente da Assembleia da República, do Provedor de Justiça e do Procurador-Geral da República.

## Sistema partidário
O panorama político português tem sido dominado por dois partidos: o Partido Social Democrata (PPD/PSD), com 89 assentos na Assembleia da República, e o Partido Socialista (PS), com 58 assentos na Assembleia da República. Estes dois têm dividido as tarefas de governar e de administrar a maioria das autarquias e dos governos portugueses praticamente desde a instauração da democracia. No entanto, em 2025, o Chega (CH), com 60 assentos no parlamento, passou a liderar a oposição em Portugal.  É importante notar que o CDS - Partido Popular (CDS-PP) já governou em coligação com o PPD/PSD e PS, atualmente tendo dois assentos na Assembleia e estando no governo em coligação com o PPD/PSD. O Partido Comunista Português (PCP) é o mais antigo partido político do país, com mais de 100 anos, tendo hoje em dia três assentos na Assembleia. Entre outros partidos minoritários com assento parlamentar estão a Iniciativa Liberal (IL) e o Livre (L), que constituem grupos parlamentares de 9 e 6 assentos, respetivamente, o Bloco de Esquerda (B.E.), o Pessoas-Animais-Natureza (PAN) e o Juntos pelo Povo (JPP), partido de cariz regionalista madeirense, que são partidos com deputados únicos representantes de partido.

## Composição da Assembleia da República
|                       | Partido                     | Partido | Deputados    | Deputados | Deputados |
| Início da legislatura | Início da legislatura       | Partido | vs. anterior |           |           |
| •                     | Partido Social Democrata    | 89      | 89           | +11       |           |
|                       | Chega                       | 60      | 60           | +10       |           |
|                       | Partido Socialista          | 58      | 58           | -20       |           |
|                       | Iniciativa Liberal          | 9       | 9            | +1        |           |
|                       | Livre                       | 6       | 6            | +2        |           |
|                       | Partido Comunista Português | 3       | 3            | -1        |           |
| •                     | CDS – Partido Popular       | 2       | 2            | ±0        |           |
|                       | Bloco de Esquerda           | 1       | 1            | -4        |           |
|                       | Pessoas–Animais–Natureza    | 1       | 1            | ±0        |           |
|                       | Juntos pelo Povo            | 1       | 1            | +1        |           |

(•) Partidos do XXV Governo Constitucional

## Outros dados
- Tipo de governo: República constitucional democrática representativa semipresidencialista multipartidária unitária, de pendor parlamentarista.
- Formação: Durante a Reconquista Cristã, constitui-se o Condado Portucalense em 868 d.C..
- Independência: Portugal tornou-se independente dos reinos de Castela e Leão em 1139, sendo oficializada em 5 de outubro de 1143. Foi reconhecida pela Santa Sé em 1179. Foi restaurada a 1 de dezembro de 1640.
- Parlamento: Mediante a Revolução Liberal de 1820, é abolida a monarquia absoluta e é instaurado um regime liberal parlamentar, constituição e eleições.
- República: A república foi proclamada a 5 de outubro de 1910.
- Democracia: A democracia foi restaurada a 25 de abril de 1974.
- Constituição: A atual Constituição foi aprovada a 2 de abril de 1976 e entrou em vigor em 25 de abril do mesmo ano. Foi revista em 1982, 1989, 1992, 1997, 2001, 2004 e 2005.
- Sufrágio: O voto é universal e secreto a todos os cidadãos portugueses a partir dos 18 anos.
- Conscrição: O serviço militar obrigatório e, qualquer outra forma de conscrição terminaram a 19 de novembro de 2004.[2]
- Festa nacional: Celebra-se a 10 de junho, como Dia de Portugal, de Camões e das Comunidades Portuguesas, recordando a data do falecimento de Luís de Camões em 1580.
- Hino: A Portuguesa, desde 19 de julho de 1911.
- Religião: O Estado garante liberdade religiosa e a igualdade entre religiões, apesar da concordata que privilegia a Igreja Católica em várias dimensões da vida social.
- Língua oficial: Português[3]
- Capital: Lisboa, desde 1255.[4]
- Entrada na União Europeia: O país aderiu à UE a 1 de janeiro de 1986.
- Moeda: Euro, desde 1 de janeiro de 2002.[5]
- Divisões administrativas: Distritos, concelhos e freguesias.

### Organismos e instituições
- Portal do governo português
- Assembleia da República de Portugal
- Presidência de Portugal
- Tribunal Constitucional de Portugal
- Supremo Tribunal de Justiça de Portugal
- Direcção Geral da Administração Pública
- Associação portuguesa de ciência política
- Instituto de ciências sociais da Universidade de Lisboa

### Diversos
- Portugal na União Europeia - Estudo da autoria do Governo Português na sua página oficial
- Constituição da República Portuguesa de 1976